# Bán Teodóra
Bán Teodóra (született: Schuszter Teodóra) (Budapest, 1952. június 10. –) magyar táncművész, koreográfus, színigazgató.

## Életpályája
Az Állami Ballettintézetben 1970-ben szerzett diplomát, majd az Állami Operaház tagja lett. Az 1980-as évek kezdetétől férje, Keveházi Gábor koreográfiáinak állandó asszisztense volt. 1992-ben férjével megalapították a V.I.P. Arts Management nevű produkciós irodát, amely fesztiválok szervezésével foglalkozott.
2004–2019 között a Szabad Tér Színház igazgatója, amely magában foglalja a Margitszigeti Szabadtéri Színpad valamint a Városmajori Szabadtéri Színpad működtetését. 2013–2020 között a Főváros kultúráért és turizmusáért felelős szervezet, a Budapesti Fesztivál- és Turisztikai Központ Nonprofit Kft. ügyvezetője és művészeti vezetője. 2018 májusától pedig a Magyar Művészeti Fesztiválok Szövetségének elnöke.

### Magánélete
Férje Keveházi Gábor táncművész volt, azonban elváltak. Lányuk Keveházi Krisztina balettművész.

## Főbb szerepei
- A kiválasztott lány (Maurice Béjart: Tavaszünnep)
- Júlia (Seregi László: Spartacus)
- Lány (Raza Hammadi: Tangó)
- főszerep (Alberto Méndez: Plasmasis)

## Díjai, elismerései
- A Magyar Érdemrend tisztikeresztje (2017)
- Bánffy Miklós-díj (2018)
- Hevesi Sándor-díj (2020)